# Záminka (Hvězdná brána)
Záminka je 15. epizoda 3. řady sci-fi seriálu Hvězdná brána.

## Děj
Goa'uld Klorel havaruje při přistání na planetě Tollana poté co je jeho flotila zničena v bitvě. Klorel, syn Vládce soustavy Apophise, si vzal tělo Skaary jako hostitel. Tolláni mají soud zvaný Triad', který má sloužit k tomu, aby se rozhodlo, kdo má mít výhradní kontrolu nad Skaaraovým tělem.
Členka Tollánské Curie Travell předsedá slyšení. Dr. Daniel Jackson a plukovník Jack O'Neill jsou zde jako Archoni (obhájci) pro Skaaru a Goa'uld Lord Zipacna je Archonem pro Klorela. Noxská dívka Lya je zde jako třetí, neutrální, Archon. Tolláni instalují zařízení potlačující symbionta na hruď Skaary/Klorela, dovolující dovolující oběma stranám mluvit svobodně.
Jackson a O'Neill argumentují, že Goa'uld je parazitní vetřelec v nevinném lidském těle, a že jedině Skaara má na něj právo. Lord Zipacna argumentuje, že Goa'uldi se dívají na lidi jako nižší bytosti, stejně jako se lidé chovají k dobytku nebo dalším zvířatům.
Mezitím, major Samantha Carterová a Teal'c objeví že Zipacnovi Jaffové označují Tollánské Iontové kanóny jako cíle pro útok. Informují Curii, ale Tolláni se tím neznepokojují. Soud ukončí Lya vydávající rozhodující hlas ve prospěch Skaary. Tok'rové jsou pak vyzváni, aby odstranili Klorela, jakmile bude volný může si jít vyhledat nového hostitele.
Ihned poté, Zipacna použije komunikační zařízení a nařizuje blízkému Ha'taku zničit Tollánské iontové kanóny. Nicméně, útok na Tollány selhává, když SG-1 zničí Goa'uldskou mateřskou loď s iontovým kanónem, které na žádost Teal'ca ukryla Lya. Tolláni jsou poprvé velmi vděčni SG-1 za záchranu.